# Rattelsdorf (Bawaria)
Rattelsdorf – gmina targowa w Niemczech, w kraju związkowym Bawaria, w rejencji Górna Frankonia, w regionie Oberfranken-West, w powiecie Bamberg. Leży około 15 km na północ od Bamberga, nad rzeką Itz, przy drodze B4.

## Dzielnice
W skład gminy wchodzą następujące dzielnice:
| - Busendorf bei Rattelsdorf - Ebing - Freudeneck - Helfenroth - Hilkersdorf - Höfen | - Höfenneusig - Medlitz - Mürsbach - Poppendorf - Rattelsdorf - Speiersberg - Zaugendorf |

## Demografia
| Rok  | Liczba mieszk. |
| ---- | -------------- |
| 1970 | 3413           |
| 1987 | 3987           |
| 2000 | 4566           |
| 2005 | 4618           |
| 2006 | 4544           |

## Oświata
(na 1999)

W gminie znajduje się 175 miejsc przedszkolnych (z 153 dziećmi) oraz szkoła podstawowa (17 nauczycieli, 367 uczniów).